# Gauligletscher
Gauligletscher – lodowiec o długości 6,2 km (2005 r.) i powierzchni 17,7 km² (1973 r.).
Lodowiec położony jest w Alpach Berneńskich w kantonie Berno w Szwajcarii.